# Tranvía Rural de Tucumán
El Tranvía Rural de Tucumán (también conocido como La Chorbita o El Trencito) fue un servicio ferroviario de tranvía de pasajeros y cargas que servía a las actuales ciudades de Yerba Buena y San Miguel de Tucumán, Provincia de Tucumán, Argentina. Fue propiedad del Gobierno provincial de Tucumán funcionando desde el año 1916 hasta su clausura en 1926.

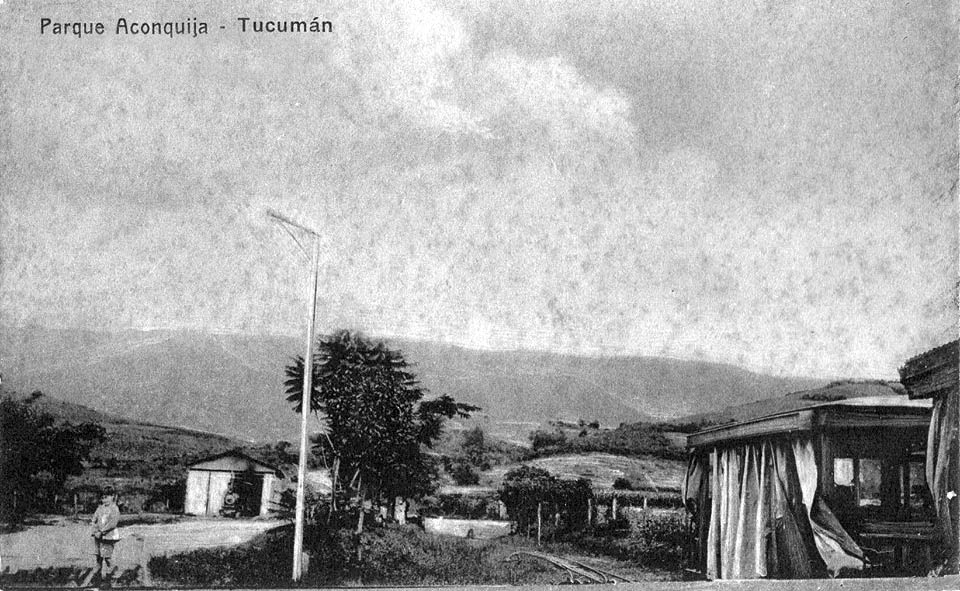
Vista del Tranvía en Parque Aconquija

## Historia
El 15 de diciembre de 1915 se promulga la ley n° 1274 autorizando al gobierno de la Provincia de Tucumán la construcción y explotación de una línea ferroviaria de pasajeros y cargas desde San Miguel de Tucumán uniendo la capital con los cuarteles del ejército, Villa Luján, Villa Marcos Paz, Villa Yerba Buena, Parque Aconquija y el Cerro San Javier.
Esta línea ferroviaria a vapor fue denominada Tranvía rural siendo inaugurada el 29 de junio de 1916 por el gobernador Ernesto Padilla y el ministro de obras públicas Eudoro Avellaneda en marco de la conmemoración del centenario de la independencia Argentina. Este servicio tenía como propósito, además de transportar pasajeros, desarrollar los suburbios fuera de la ciudad, incentivar el turismo y transportar materiales de construcción, elementos de trabajo abasteciendo a estos lugares y la capital.
Para cubrir el servicio se utilizaron cuatro o cinco locomotoras a vapor las cuales empleaban ocho coches cerrados, seis coches abiertos y cinco coches de carga. Estas locomotoras funcionaban sobre rieles Decauville de 600 milímetros y sobre trochas de 60 centímetros. Los talleres y los depósitos de máquinas se ubicaban en la intersección de Avenida Belgrano y Calle Asunción.
En el año 1925 el servicio de tranvía rural a vapor había transportado 135 505 personas, pero el gran costo de mantenimiento de las locomotoras y los rieles  propició que en 1926 el servicio fuese clausurado. En sus últimos años era utilizado como medio de paseo aunque el vapor de las máquinas hacían que los pasajeros quedaran con la ropa repleta de agujeros, ya que los coches eran descubiertos.

## Recorrido
El servicio salía de las inmediaciones de Plaza Alberdi siguiendo por calle Colombres hasta calle Santiago del Estero donde iría hasta la Avenida Mitre dirigiéndose hasta la Plazoleta Mitre. Luego seguiría por Avenida Belgrano para seguir por Avenida Ejército del Norte hasta calle Don Bosco hasta calle Juan Luis Nougués. Allí saldría hasta Avenida Mate de Luna recorriendo de forma recta hasta el inicio del cerro San Javier. El tranvía pasaba de 6 a 8 veces por día tardando un viaje completo entre 45 minutos y una hora. Las paradas de todo el trayecto se denominaban por números, siendo algunos lugares denominados hasta hoy en día por número coloquialmente.

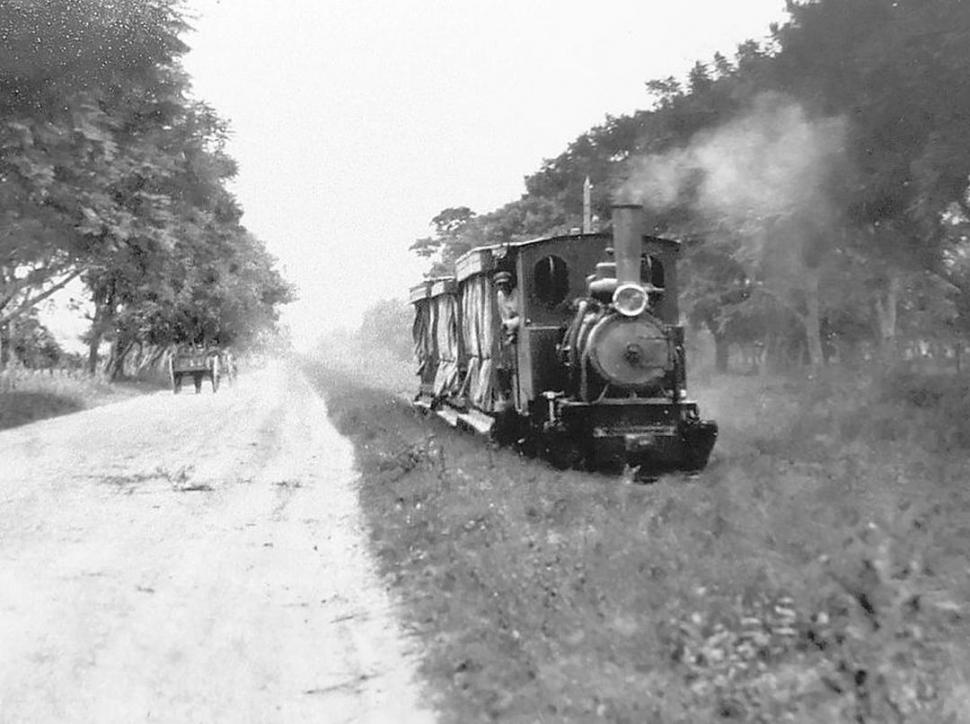
Vista del Tranvía Rural por la Avenida Mate de Luna